# إيان ماكيلين
السير إيان ماكيلين (بالإنجليزية: Ian McKellen)‏ (مواليد 25 مايو 1939) هو ممثل إنجليزي من رتبة الإمبراطورية البريطانية. و يعتبر من أفضل الممثلين في وقته وواحد من أفضل الممثلين الإنجليزين في التاريخ، فاز بجائزة توني، و جائزة جولدن جلوب، و رُشح مرتين لجائزة الأوسكار، كما رشح أيضا أربع مرات جائزة الأكاديمية البريطانية لفنون الفيلم والتلفزيون، و أيضا خمس مرات لجائزة إيمي، أعمال ماكيلين تتراوح من المسرح الحديث إلى الفنتازيا والخيال العلمي. أدواره الشهيرة في الأفلام تتضمن تأديته دور جاندالف في ثلاثية سيد الخواتم و ثلاثية الهوبيت، و دوره في فيلم شيفرة دا فينشي.
تم تعيين ماكيلين كواحد من رتبة الإمبراطورية البريطانية سنة 1979، وحصل على لقب فارس من أجل خدماته في الفنون المسرحية،.

## حياته
ولد ماكيلين في لانكشير قبل اندلاع الحرب العالمية الثانية مما أثر تأثيرا كبيرا عليه، وعندما كان في مقابلة سأله المذيع أنه بدا هادئا بعد أحداث 11 سبتمبر، أجابه ماكيلين: «حسنا، يا عزيزي، لقد نسيتَ أنني نمت تحت صفيحة من حديد حتى بلغت الرابعة من عمري.»
والد ماكيلين، الذي كان مهندسا مدنيا أصبح لاحقا مبشرا علمانيا، و قد أصبح اثنان من حفيديه مبشرين أيضا.
التحق ماكيلين بمدرسة بولتون، و بدأت مهنته كممثل في مسرح بولتون الصغير، والآن هو راعي المسرح. حبه للمسرح كان بسبب والديه، فقد أخذاه عندما كان عمره 3 سنوات ليشاهد مسرحية لبيتر بان في مدينة مانشستر.
أخذته أخته جين ماكيلين لمشاهدة مسرحية شكسبير، الليلة الثانية عشرة، ثم مسرحية مكبث، ثم شاهد مسرحية حلم ليلة صيف التي مثلت فيها أخته، هذه الأخيرة لم تتوقف عن التمثيل والإخراج و الإنتاج لمسرح المبتدئين حتى وفاتها.

## سيرته المهنية كممثل
مثل ماكيلين في عدة أفلام حيث بدأ سنة 1969 في دور جورج ماثيو في فيلم لمسة حب و كان أول دور رئيسي له في فيلم كاهن الحب سنة 1980، لكنه لم يصبح معروفا حتى سنة 1990 بسبب أدواره في أفلام شهيرة.
في سنة 1993، حصل على دور ثانوي مثل فيه دور رجل أعمال إفريقي و مليونير و كان ذلك في فيلم الدرجات الست للانفصال، و قد مثل معه دونالد سثرلاند، ستوكارد تشانينج وويل سميث، و في نفس السنة ظهر ماكيلين في عدة أدوار ثانوية سواء في المسلسلات التلفزيونية أو الأفلام.
و في نفس السنة أيضا، ظهر ماكيلين في فيلم تلفزيوني حول اكتشاف متلازمة العوز المناعي المكتسب، و فاز حينها بجائزة إيمي..

## روابط خارجية
- إيان ماكيلين على موقع IMDb (الإنجليزية)
- إيان ماكيلين على موقع الموسوعة البريطانية (الإنجليزية)
- إيان ماكيلين على موقع روتن توميتوز (الإنجليزية)
- إيان ماكيلين على موقع مونزينجر (الألمانية)
- إيان ماكيلين على موقع قاعدة بيانات الأفلام العربية
- إيان ماكيلين على موقع ألو سيني (الفرنسية)
- إيان ماكيلين على موقع ميوزك برينز (الإنجليزية)
- إيان ماكيلين على موقع تيرنر كلاسيك موفيز (الإنجليزية)
- إيان ماكيلين على موقع أول موفي (الإنجليزية)
- إيان ماكيلين على موقع بوكس أوفيس موجو (الإنجليزية)